# Man at the Moon
Man at the Moon är Hansson & Karlssons tredje och sista studioalbum, utgivet 1969.

## Låtlista

### Sida A
1. "Pick-up" - 2:24
2. "Lift-off" - 3:52
3. "Space" - 2:38
4. "Time" - 0:48
5. "Brain" - 2:56
6. "Discovering" - 0:50

### Sida B
1. "In the Beginning" - 1:50
2. "Peace on Earth"  - 3:49
3. "Cosmos" - 2:54
4. "Space Within" - 6:03
5. "Life" - 2:26
6. "Cordially Yours" - 0:45

## Medverkande musiker
- Bo Hansson - orgel
- Janne "Loffe" Carlsson - trummor